# Muhkalb
Das Muhkalb ist eine lokale Sagengestalt in vielen Orten Rheinhessens, des Rheingaus und weiteren Teilen Südwestdeutschlands. Die Figur wurde in der Literatur und in Kunstwerken wiederholt aufgegriffen.

## Verbreitung und Legenden
Das Muhkalb wird meist als sehr großes Kalb mit dem Kopf einer ausgewachsenen Kuh und glühenden Augen beschrieben, teilweise auch als Mischwesen aus Stier und Jungfrau. Es erscheint nur bei Nacht und verbreitet durch sein fürchterliches Schreien Angst und Schrecken. Es wird auch berichtet, dass es seinen Opfern auf den Rücken springt oder sie gar zu Tode trampelt.
Die älteste schriftliche Erwähnung stammt von Friedrich Christian Laukhard, der berichtet, dass vor 1750 in Wendelsheim selbst in der Kirche vom Muhkalb gepredigt wurde. Laukhard führt das Muhkalb wiederholt als Beispiel für die Leichtgläubigkeit und den Aberglauben der Landbevölkerung an.
Die Legenden um das Muhkalb sind lokal sehr unterschiedlich. Für folgende Gemeinden und Städte sind sehr spezifische Sagen überliefert:
| Ort         | Sage |
| ----------- | --- |
| Jugenheim   | Eine untreue Nonne ertränkte sich und ihr Kind in einem Brunnen. Seitdem muss sie zur Strafe als Muhkalb wandeln und Verliebte vor ähnlichen Taten warnen. |
| Lorch       | In Lorch soll das Muhkalb seit der Erbauung des Hilchenhauses im dunklen Toreingang des Gebäudes gehaust haben. Insbesondere Ehebrecher, wuchernde Weinhändler und Raufbolde wurden vom Muhkalb heimgesucht. Um 1550 soll das Muhkalb die Stadt vor dem Bankrott gerettet haben, indem es die Landschreiber des Kurfürsten von Mainz aus der Stadt jagte, die Kriegsschulden in Höhe von 5000 Gulden eintreiben wollten. |
| Heilbronn   | Während des dreißigjährigen Krieges wurde ein Heilbronner Metzger beschuldigt, Hundefleisch als Kalbfleisch verkauft zu haben. Er leugnete dies und schwor, er wolle als Kalb wiedergeboren werden, wenn die Anschuldigungen wahr seien. Kurze Zeit später starb er an der Pest. Seitdem spukt er nachts in Gestalt des Muhkalbs durch die Stadt.                                                                        |
| Saarbrücken | Es erschien abends in den Gassen ein Kalb, das zu unnatürlicher Größe an- und später wieder abschwoll. Es nahm manchmal auch die Gestalt eines Hunds, einer Kuh, eines Esels oder eines Pferds an. Oft soll es auch als Kalb ohne Kopf erschienen sein. |

## Kunst und Kultur
- Heinrich Ruppel veröffentlichte 1925 ein Bühnenspiel mit dem Titel Das Muhkalb.[6]
- Der Rügener Künstler Heinz Mewius hat für einen privaten Sammler eine Skulptur des Muhkalbs angefertigt. Über den Entstehungsprozess der Skulptur wurde ein Buch veröffentlicht.[7]
- Klaus Steiner hat 2017 im Rahmen der Lorcher Kulturtage mit dem A-cappella-Chor Vokal Fatal Das Muhkalb im Flaschenhals, die erste A-cappella-Oper weltweit, im Lorcher Hilchenhaus uraufgeführt.